# Dodson (Luizjana)
Dodson – wieś w Stanach Zjednoczonych, w stanie Luizjana, w parafii Winn.